# 4-Hidroksibenzoat 3-monooksigenaza
4-hidroksibenzoat 3-monooksigenaza (EC 1.14.13.2, -hidroksibenzoatna hidrolijaza, p-hidroksibenzoatna hidroksilaza, 4-hidroksibenzoatna 3-hidroksilaza, 4-hidroksibenzoatna monooksigenaza, 4-hidroksibenzoinska hidroksilaza, -hidroksibenzoat-3-hidroksilaza, -hidroksibenzojeva kiselina hidrolaza, p-hidroksibenzojeva hidroksilaza) je enzim sa sistematskim imenom 4-hidroksibenzoat,NADPH:kiseonik oksidoreduktaza (3-hidroksilacija). Ovaj enzim katalizuje sledeću hemijsku reakciju
4-hidroksibenzoat + NADPH + H+ + O2 {\displaystyle \rightleftharpoons } protokatehuat + NADP+ + 2O
Ovaj enzim je flavoprotein (FAD). Većina enzima iz Pseudomonas su visoko specifični za NADPH (cf. EC 1.14.13.33, 4-hidroksibenzoat 3-monooksigenaza []).

## Literatura
- Nicholas C. Price; Lewis Stevens (1999). Fundamentals of Enzymology: The Cell and Molecular Biology of Catalytic Proteins (Third изд.). USA: Oxford University Press. ISBN 019850229X.
- Eric J. Toone (2006). Advances in Enzymology and Related Areas of Molecular Biology, Protein Evolution (Volume 75 изд.). Wiley-Interscience. ISBN 0471205036.
- Branden C; Tooze J. Introduction to Protein Structure. New York, NY: Garland Publishing. ISBN 0-8153-2305-0.
- Irwin H. Segel. Enzyme Kinetics: Behavior and Analysis of Rapid Equilibrium and Steady-State Enzyme Systems (Book 44 изд.). Wiley Classics Library. ISBN 0471303097.
- William P. Jencks (1987). Catalysis in Chemistry and Enzymology. Dover Publications. ISBN 0486654605.

## Spoljašnje veze
- 4-hydroxybenzoate+3-monooxygenase на 